# Sully-André Peyre
Sully-André Peyre (* 9. September 1890 in Le Cailar, Département Gard; † 13. Dezember 1961 in Aigues-Vives (Gard)) war ein französischer Autor der neuprovenzalischen Sprache, Romanist und Herausgeber.

## Leben und Werk
Peyre war 1909 Mitbegründer der Zeitschrift La Regalido (12 Nummern bis Ende des gleichen Jahres). Ab 1921 gab er 40 Jahre lang die von ihm begründete Zeitschrift Marsyas heraus (zuletzt Nummer 383, Mai 1962). Der neuprovenzalische Dichter Peyre erhielt 1948 den (1946 begründeten) Mistral-Preis (Prix Frédéric Mistral de littérature provençale/Pres Frederi Mistral)  und ist in neuester Zeit zunehmend Gegenstand okzitanistischer Forschung geworden.

## Werke (Auswahl)
- Choix de poèmes, Aigues-Vives 1929
- Folco de Baroncelli. Poète provençal, Aigues Vives 1955
- Essai sur Frédéric Mistral, Paris 1959, 1963, 1965, 1974
- Mythes, Aigues-Vives 1964
- Les Papiers de Charles Rafel, Paris 1974 (postume Sammelschrift)
- Choix de poèmes provençaux, Berre-l’Etang 1990 (Vorwort von Jean-Calendal Vianès, 1913–1990)
- (mit Marcel Decremps) Mireille, poème chrétien ?, Berre l'Etang  1990 (Diskussion der beiden Autoren von 1960; Vorwort von René Méjean über Peyre)